# Pulvinarisca crotonis
Pulvinarisca crotonis är en insektsart som först beskrevs av De Lotto 1954.  Pulvinarisca crotonis ingår i släktet Pulvinarisca och familjen skålsköldlöss. Inga underarter finns listade i Catalogue of Life.